# Theridion flabelliferum
Theridion flabelliferum är en spindelart som beskrevs av Arthur Urquhart 1887. Theridion flabelliferum ingår i släktet Theridion och familjen klotspindlar. Inga underarter finns listade i Catalogue of Life.